# Magyar Asztronautikai Társaság
A Magyar Asztronautikai Társaság (rövidítése: MANT) a legnagyobb magyarországi, űrkutatási ismeretterjesztéssel foglalkozó egyesület, a Társadalom- és Természettudományos Ismeretterjesztő Társulat (a mai TIT jogelődje) 1956-ban alakult Asztronautikai Bizottságának második utódszervezete. Számos helyi csoportja és szakosztálya révén fejti ki országos ismeretterjesztő és szakmai tevékenységét. Első elnöke Kulin György csillagász volt, jelenleg az egyesület elnöke Kovács Kálmán, a BME EIT vezetője. A MANT a fiatalok számára pályázatot hirdet, űrtábort, tanulmányi versenyt, rajz- és  diákpályázatokat szervez, ismeretterjesztő eseményeket és a pedagógusok számára továbbképzéseket tart az űrtevékenység témájában, évente megszervezi az Űrkutatás Napját. Széles nemzetközi kapcsolatokkal rendelkezik, 1959 óta tagszervezete a Nemzetközi Asztronautikai Szövetségnek (International Astronautical Federation). A MANT örökös tiszteletbeli elnöke 1997 óta Almár Iván.

## Története

### Asztronautikai Bizottság
A Társadalom- és Természettudományos Ismeretterjesztő Társulat Csillagászati és Matematikai Szakosztályának Asztronautikai Bizottsága (AB) 1956. május 26-án alakult meg 22 alapító taggal a Kossuth Klubban, Budapesten. Az AB elnöke Kulin György csillagász lett, titkárai Almár Iván és Sinka József voltak. Az AB az MTA Csillagvizsgáló Intézetével közösen, 1957-től részt vett az optikai szputnyik-megfigyelésekben, megkezdte helyi csoportjainak kiépítését, de rádiócsoportot is alakított ("Műhold- és űrrakéta-megfigyelő állomás" Rákosligeten). A Bizottság szoros kapcsolatot ápolt a budapesti TTIT Uránia Bemutató Csillagvizsgálóval is, ahol számos ismeretterjesztő rendezvényt, előadást szervezett. Tagjai között az űrtevékenység legkülönbözőbb területeinek képviselőit már a kezdetektől megtaláljuk (űrorvos, meteorológus, csillagász stb.), fejlődésében az 1956-os forradalom jelentett töréspontot. Már a Szputnyik–1 indítását megelőzően tagjai számos űrkutatással és űrhajózással foglalkozó kiadványt jegyeztek, legnagyobb és legismertebb közös művük Az Űrhajózás című TTIT-kiadvány (Élet és Tudomány Kiskönyvtára, 1957). Az AB 1959 elején kimondta megszűnését.

### Központi Asztronautikai Szakosztály
Az AB tagjai a Bizottság megszűnését követően Asztronautikai Intézőbizottságba tömörültek, melynek egyetlen feladata a Műszaki és Természettudományi Egyesületek Szövetségébe történő beolvadás előkészítése volt. 1959. december 10-én megalakult a MTESZ Központi Asztronautikai Szakosztálya (KASZ), melynek vezetője Fonó Albert lett. A három titkár (Almár Iván – tudományos ügyek, Sinka József – szervezés-ügyintézés, Nagy Ernő – nemzetközi ügyek) helyett hamarosan Intézőbizottság látta el a legfelsőbb operatív irányítást, míg a KASZ vezető testülete a Vezetőség volt. Folytatódtak az ismeretterjesztő előadások, bár elsősorban a szakma képviselői tájékoztatták egymást ankétokon, tudományos üléseken. A már bizottsági tagok által megkezdett, kiadványokon keresztül történő népszerűsítés folytatódott, a megjelenő könyvek elsősorban a szakemberek érdeklődésére tarthattak számot. Az 1961-től megjelenő Asztronautikai Tájékoztató lassan a szakosztály évkönyvévé alakult.
1963. december 13-án megalakult a KASZ első munkabizottsága, a Kozmikus Geodéziai Munkabizottság, amit még számos további bizottság követett, ahogy az űrkutatás iránti egyre nagyobb érdeklődéssel párhuzamosan a helyi csoportok száma is szépen nőtt. 1972-ben elhunyt Fonó Albert, a MTESZ Almár Ivánt kérte fel a KASZ vezetőjének (1973. január 11-től). A KASZ legnagyobb rendezvénye az 1983-ban Budapesten rendezett IAF Kongresszus volt, számos űrhajós és űrkutatási szakember (köztük Hermann Oberth) látogatott el Magyarországra. A MTESZ átalakulásának következtében a KASZ 1986. szeptember 19-én a MTESZ tagegyesületévé alakult.

### Magyar Asztronautikai Társaság
A KASZ jogutódjaként annak megszűnésével létrejött Magyar Asztronautikai Társaság (MANT) első elnöke Almár Iván volt. A MANT 1989 óta önálló egyesületként, 1998 óta közhasznú szervezetként működik. A KASZ helyi csoportjait és szakosztályait megőrizve, tovább folytatta tudományos tevékenységét, de tovább erősítette ismeretterjesztői profilját is. Ennek megfelelően a már leírtakon túl esszépályázatokat hirdet az általános iskolai és a középiskolás diákok számára, űrtáborokat szervez. A MANT támogatásával a TIT Uránia Bemutató Csillagvizsgálóban felépült (a korábban Miskolcon kipróbált) GEMMA – Első Magyar Űrküldetés Szimulátor. Szoros kapcsolatokat ápol nemzetközi szervezetekkel (COSPAR, IAF, IAA, Planetary Society, stb.), szoros együttműködést alakított ki a Mars Society Magyar Tagozatával. Az Asztronautikai Tájékoztató Űrtan évkönyvként jelenik meg, az űrkutatás legújabb eredményeit tartalmazó folyóirata, az Űrkaleidoszkóp pedig havonta nyomtatott formában jut el a tagokhoz, illetve honlapján keresztül elektronikusan az érdeklődőkhöz.

### A MANT elnökei, vezetői
- Kulin György (1956-1959)
- Fonó Albert (1959-1972)
- Almár Iván (1973-1997)
- Major György (1997-2000)
- Bognár László (2000-2001)
- Magyari Béla (2001-2006)
- Horváth András (2006-2009)
- Solymosi János (2009-2018)
- Both Előd (2018-2021)
- Kovács Kálmán (2021-től)

### A MANT titkárai, főtitkárai
- Almár Iván (1956-1973)
- Sinka József (1956-1964)
- Nagy Ernő (1959-1971?)
- Érdi-Krausz György (1964-1971?)
- Horváth András (1971-1981)
- Gombosi Tamás (1981-1988)
- Major György (1990-1994)
- Varga András (1994-1999)
- Bognár László (1999-2000)
- Szentpéteri László (2000-2004)
- Kelemen János (2004-2009)
- Bacsárdi László (2009-2018)
- Hirn Attila (2018-2021)
- Arnócz István (2021-től)

## A MANT szervezetei
A MANT az Alapszabálya szerint "területi/városi szervezetek és szakosztályok, állandó és időszakos bizottságok keretében végzi tevékenységét." Ennek megfelelően megkülönböztethetünk helyi csoportokat és szakosztályokat. Jelenleg nem működnek helyi csoportok illetve szakosztályok.

### Helyi csoportok
- Debreceni csoport
- Kecskeméti csoport
- Miskolci csoport
- Bajai csoport (megszűnt 1990-ben)
- Soproni csoport
- Pécsi csoport
- Székesfehérvári csoport

### Szakosztályok
- Dokumentációs, Asztronautika-történeti és Tájékoztatási (DATA) Szakosztály
- Naprendszer-fizikai Szakosztály
- Világűrjogi Szakosztály
- Kozmikus Geodéziai és Űrnavigációs Szakosztály
- Űrtechnikai Szakosztály
- Földfelszíni és Meteorológiai Megfigyelések a Világűrből (FÖLDFOTÓ) Szakosztály

## Kiadványai
A MANT számos kiadványt adott ki az elmúlt több mint fél évszázad folyamán. Első helyen az Űrtan évkönyvet (korábbi nevén, 1961-ben indított Asztronautikai Tájékoztató) kell említeni, mely űrkutatási ismeretterjesztő cikkek sorát tartalmazza a kiadás évében történt eseményeket foglalva össze. A második a havilapként (kéziratként) megjelenő, 1987-től kiadott Űrkaleidoszkóp állt. Emellett rengeteg szakmai kiadvány sorolható fel, melyek elsősorban a szakterületek számára szervezett ülésszakok előadásait tartalmazza (Magyar Űrkutatási Fórum – korábbi nevén Ionoszféra- és Magnetoszféra Szeminárium –, H-SPACE, valamint korábbi időszakban a Kozmikus Geodéziai Szeminárium, FÖLDFOTÓ Szeminárium, stb.). Napjainkban az Űrtan évkönyv és az Űrkörkép (angol változata a Space Caleidoscope) képezi elsősorban a MANT rendszeres publikációs tevékenységének gerincét.
Az űrkutatás első évtizedeit bemutató interjúkötetek (Tudomány születik, Táguló határok) megjelenése után egykori űrtáborozókat bemutató interjúkötet is született (Űrtáborosaink). 2021 őszére várható a Magyarország és a világűr című ismeretterjesztő könyv megjelenése.